# Cippus Perusinus

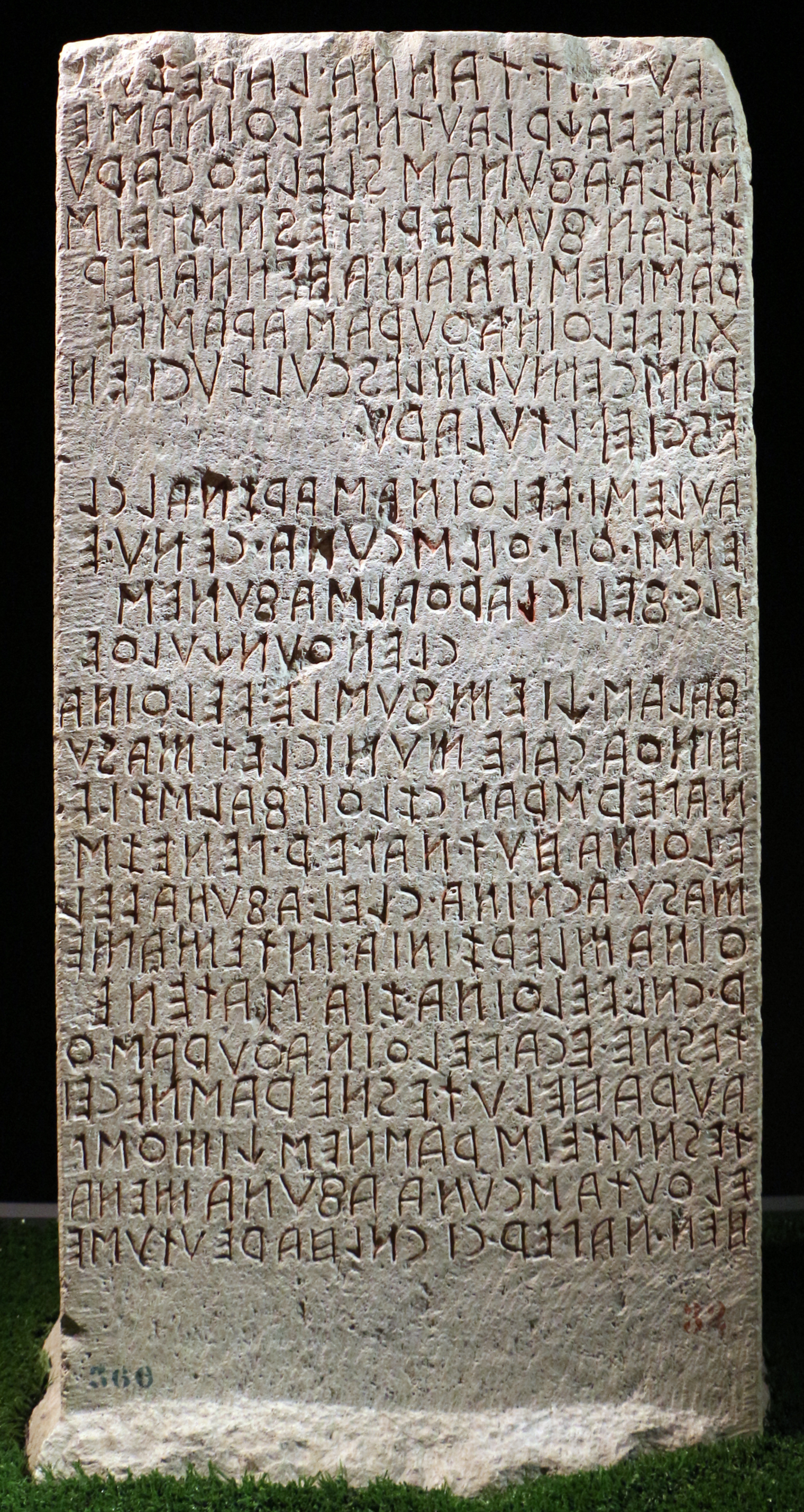
De Cippus van Perugia, 2e of 3e eeuw v.Chr.

De Cippus Perusinus is een stenen tablet dat gevonden is op de heuvel van San Marco, nabij Perugia in Italië, in 1822. De tablet bevat 46 regels Etruskische tekst die zorgvuldig uitgehouwen is. Dit stenen tablet is een herinneringsstele.
De cippus is, naar wordt aangenomen, een beschrijving van een juridisch contract tussen de Etruskische families Velthina (uit Perugia) en Afuna (uit Clevsins), betreffende het delen of gebruiken van een perceel waarop een tombe van de edele familie Velthinas stond.
De datering van de inscriptie is vermoedelijk de 3e of 2e eeuw v.Chr. De Cippus wordt bewaard in het Nationaal Archeologisch Museum van Perugia.

## Originele tekst

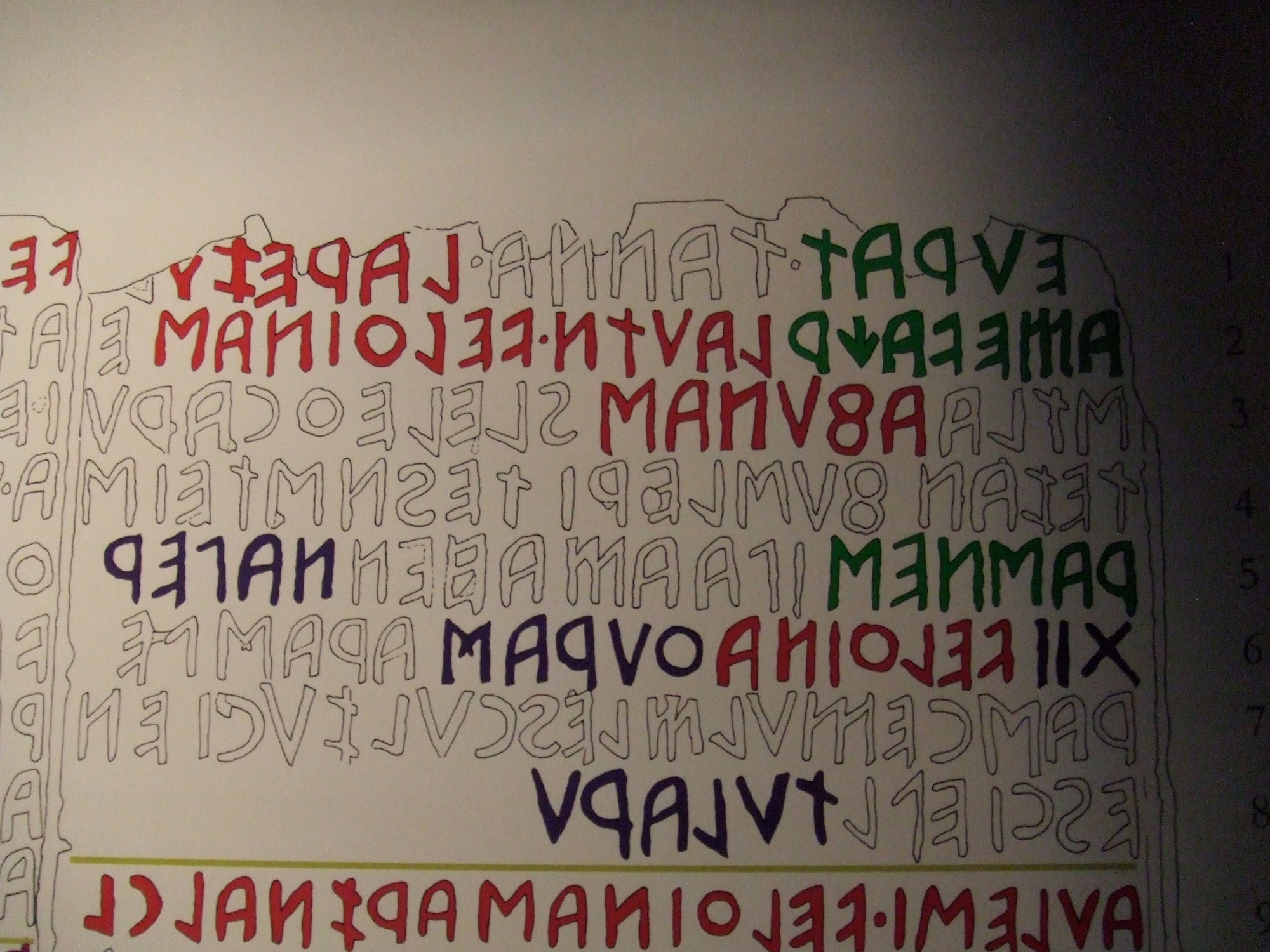
Weergave van de tekst

Teurat tan-na larezu-l am-e vaχr.
Lautn Velθina-ś, eśt-la Afuna-s, slel eθ car-u tezan,
fuśler-i tesn-ś tei-ś Raśne-ś ipa am-a hen.
Naper XII Velθinaθur-aś ar-aś,
peraścem-ul mlesc-ul, zuci enesc-i ep-l, tular-u.
Aule-śi, Velθina-ś Arzna-l, clen-śi,
θi-i θi-l ścuna cen-u, epl=c feli=c Larθal-ś Afuni-ś,
clen, θunχul θe fala-ś.
Χi=em fuśl-e, Velθina hinθa cap-e, muni=cle-t, mas-u,
naper śran=c tl, θi-i falś-ti.
Veltina hut naper penez-ś mas-u.
Acnina cl-el Afuna, Velθina mler zin-ia.
In temam-er cn-l Velθina zi-a śaten-e tesn-e,
Eca Velθinaθur-aś θaura hel-u tesn-e Raśn-e ce-i.
Tesn-ś tei-ś Raśne-ś χimθ, śpel θuta ścu-na, Afuna men-a hen.
Naper ci cn-l har-e ut-uś-e.
Achterzijde :
Velθina śatena zuci enesc-i ipa spelane-θi fulum-χva.
spel-θi, rene-θi.
Esta=c Velθina, acil-un-e, tur-un-e, ścu-n-e.
Ze-a zuci enesc-i aθumi=cś.
Afuna-ś penθ-na am-a.
Velθina, Afun[a]θur, un-i ei-n zeri, una cla θi-l θunχulθ-l.
Ιχ ca ceχa ziχ-uχ-e.